# Берроуз, Уильям Сьюард (младший)
Уи́льям Сью́ард Бе́рроуз-мла́дший (21 июня 1947, Конро, Техас, США — 3 марта 1981, Де-Ленд, Флорида, США) — американский писатель, сын известного представителя бит-поколения Уильяма Сьюарда Берроуза и его жены Джоан Воллмер. Судьба Берроуза-младшего сложилась трагично — в возрасте четырёх лет он потерял мать и был надолго разлучён с отцом (с которым на протяжении всей жизни пытался сблизиться, чего, однако, так и не произошло), до своего четырнадцатилетия проживая с бабушкой и дедушкой. Уже в юношестве Берроуз-младший пристрастился к амфетамину, несколько раз побывал в тюрьме и в конечном итоге был отправлен на принудительное лечение.
Не прекращавший записывать всё происходящее на бумагу, Билли непродолжительное время был свободен от пагубных привычек, однако пристрастился к алкоголю, вскоре потеряв не только жену, но и остатки здоровья. Оставив в качестве литературного наследия два автобиографических романа, Берроуз-младший умер от цирроза печени в возрасте тридцати трёх лет.

## Раннее детство
Уильям «Билли» Сьюард Берроуз-младший родился в семье Уильяма Сьюарда Берроуза и его гражданской жены Джоан Воллмер. Первые четыре года Билли жил с родителями и старшей сестрой — Джули Адамс (англ. Julie Adams), дочерью Воллмер от первого брака, в Техасе, Луизиане и Мехико: семья Берроузов часто переезжала, скрываясь от преследования властей из-за своих пагубных пристрастий. Примерно за три года до рождения сына Берроуз-старший впервые попробовал морфин, а вскоре пристрастился к героину; в это же время Джоан была зависима от бензедрина.
В письме близкому другу, поэту-битнику Аллену Гинзбергу, 16 апреля 1949 года Берроуз-старший писал, что ему предъявлено обвинение в хранении наркотиков и грозит тюремное заключение; 27 мая он первый раз упоминает, что собирается с семьёй перебраться на юг. 13 октября писатель уже отсылал письма из нового дома в Мексике. На новом месте Берроуз-старший пытался стать фермером; на обширных территориях, прилегающих к дому, он выращивал хлопок и марихуану. 13 октября 1949 года он писал Гинзбергу: 

С хлопком вышло недурно, однако расходы на сбор урожая и технику почти съели доход. Месяца через два подоспеют осенние овощи. Мехико — сказочный город, цены тут — треть от штатовских. Жить бы здесь и не тужить, да и смогу ли обитать ещё где, не представляю…
Джоан в это время пыталась избавиться от пристрастия к бензедрину, который было попросту негде купить; она много пила. В разгар вечеринки 6 сентября 1951 года Берроуз сказал гостям, что будет стрелять из пистолета «в стиле Вильгельма Телля», — его жена поместила стакан на голову, и писатель, будучи в состоянии сильного алкогольного опьянения, убил её выстрелом, не попав в «мишень». Много лет спустя Берроуз-младший скажет, что был свидетелем произошедшего, однако свидетельства говорят в пользу той версии, что ребёнка в данный момент не было в комнате.
После трагического происшествия Билли был на неопределённое время отправлен в Сент-Луис к родителям Берроуза-старшего, Лоре и Мортимеру; из Мехико Берроуз писал Гинзбергу: «Мой мальчик уехал во Флориду к предкам, мы встретимся с ним где-то через месяц, уже в Эквадоре». В 1952 году Лора, Мортимер и Билли переехали в Палм-Бич в штате Флорида, где Мортимер открыл антикварную лавку, а внук был отправлен в частную школу. Они жили в доме 202 по Sanford Avenue; магазин Мортимера располагался в Cobblestone Gardens на Worth Avenue. Отец хотел воссоединиться с сыном и перебраться в Панаму, однако обстоятельства этому воспрепятствовали — Берроуза-старшего обвинили в непредумышленном убийстве, и ему пришлось скрываться на территории Мексики, где он начнёт работать над романом «Голый завтрак».

## Юношество
Энн Чартерс, один из самых известных исследователей творчества бит-поколения, описывала юношу так: «…прогуливал уроки, катался автостопом в Майами, экспериментировал с наркотиками, доступными богатеньким флоридским подросткам в начале 60-х: парегориком, бензедрином, кислотой, марихуаной». С одним из своих школьных друзей, Чадом, Билли решил поехать на попутных машинах в Нью-Йорк, где они должны были встретиться с ещё несколькими приятелями по Палм-Бич. Добравшись до города, молодые люди нашли знакомого доктора, который согласился продать им метедрин; приняв дозу, компания направилась в Гринвич-Виллидж на поиски квартиры и в итоге остановилась у одной из подруг Билли. «Квартира её представляла настоящую дыру: толпы тараканов и груды мусора возле раковины. У них с парнем был триппер, а они даже не могли оторвать задницу и сходить к врачу», — писал Берроуз-младший впоследствии в романе «От винта» (англ. Kentucky Ham).

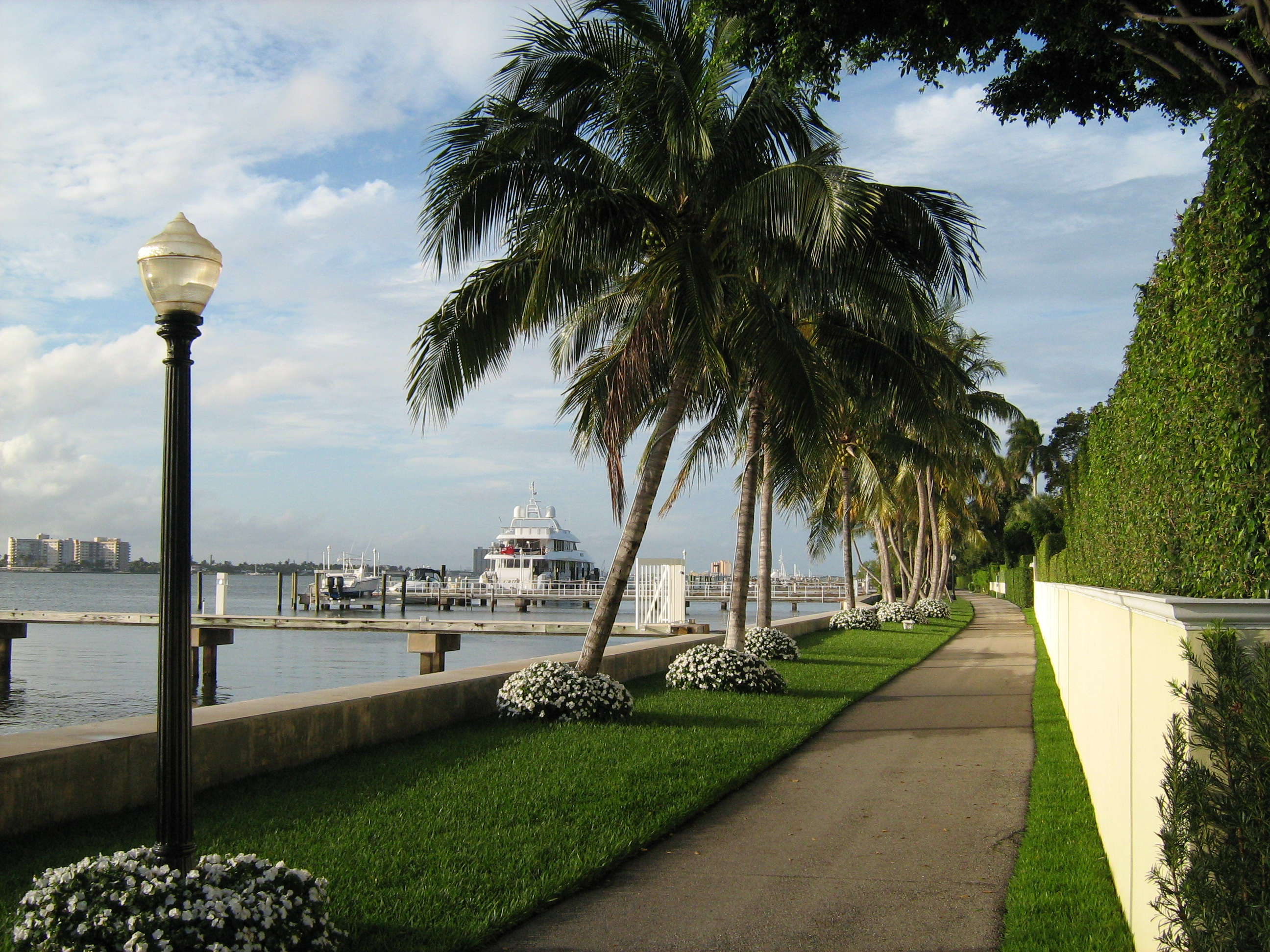
Палм-Бич, Флорида

О пребывании в Нью-Йорке Билли рассказал в своей первой книге «На спидах» (англ. Speed, 1970), чередуя описания перемещений по городу и наркотических приключений — помимо метедрина молодые люди употребляли ЛСД, гашиш и некоторые другие наркотические вещества. В итоге часть компании арестовали, а сам Билли в первый раз попал в Бруклинскую тюрьму для несовершеннолетних. Залог внёс друг семьи, Аллен Гинзберг, в доме у которого Берроуз-младший жил последующие несколько дней, пока снова не отправился на улицы Нью-Йорка с намерением найти своих друзей; в ходе своих приключений Билли ещё несколько раз попадал за решётку, и неизменно Гинзберг помогал ему оттуда выбраться.
Живя в различных притонах, Билли пробыл в Нью-Йорке вплоть до осени 1962 года. В последней главе романа «На спидах» Берроуз-младший описывал своё возвращение в дом Мортимера и Лоры: 

Я смотрел на этот домик, на свет в окнах и ждал некого заключительного откровения. Но последнего аккорда так и не услышал. Мне казалось странным, что это — мой дом. Дом опустившегося наркомана с исколотыми руками.
До своего четырнадцатилетия Билли практически не видел своего отца — «три раза с 1951 по 1961 год», напишет позже он сам. Летом 1961 года Берроуз-старший решил исправить пробел в общении с сыном и пригласил его в Танжер, где тогда проживал вместе со своим любовником Иэном. Здесь же Билли попробовал один из любимых препаратов отца — киф. Общение, впрочем, получилось непродуктивным, и отец с сыном так и не смогли узнать друг друга лучше. В статье «Деревья принимали форму ветра» (1984) Берроуз-старший писал: «Наше общение в Танжере получилось натянутым и пустым. <…> Напряжение и отсутствие понимания. <…> В Танжере мы так и не стали близки. Помню, как ложился спать и слушал, как Билли играет в соседней комнате на гитаре. И чувствовал, как накатывает грусть».
В 1964 году Билли был арестован во Флориде возле аптеки, где он пытался приобрести дезоксин (препарат из группы амфетаминов) по поддельному рецепту. Бабушка Лора дозвонилась Берроузу-старшему, тогда находившемуся в Лондоне, чтобы спасти внука. Вместо тюремного заключения Билли был отправлен на принудительное лечение в Федеральный лечебный центр в  Лексингтоне, штат Кентукки, где он пробудет вплоть до 1965 года. Пребыванию в этом исправительном заведении посвящена бо́льшая часть его второго романа «От винта» (англ. Kentucky Ham, 1973).

## Последние годы жизни

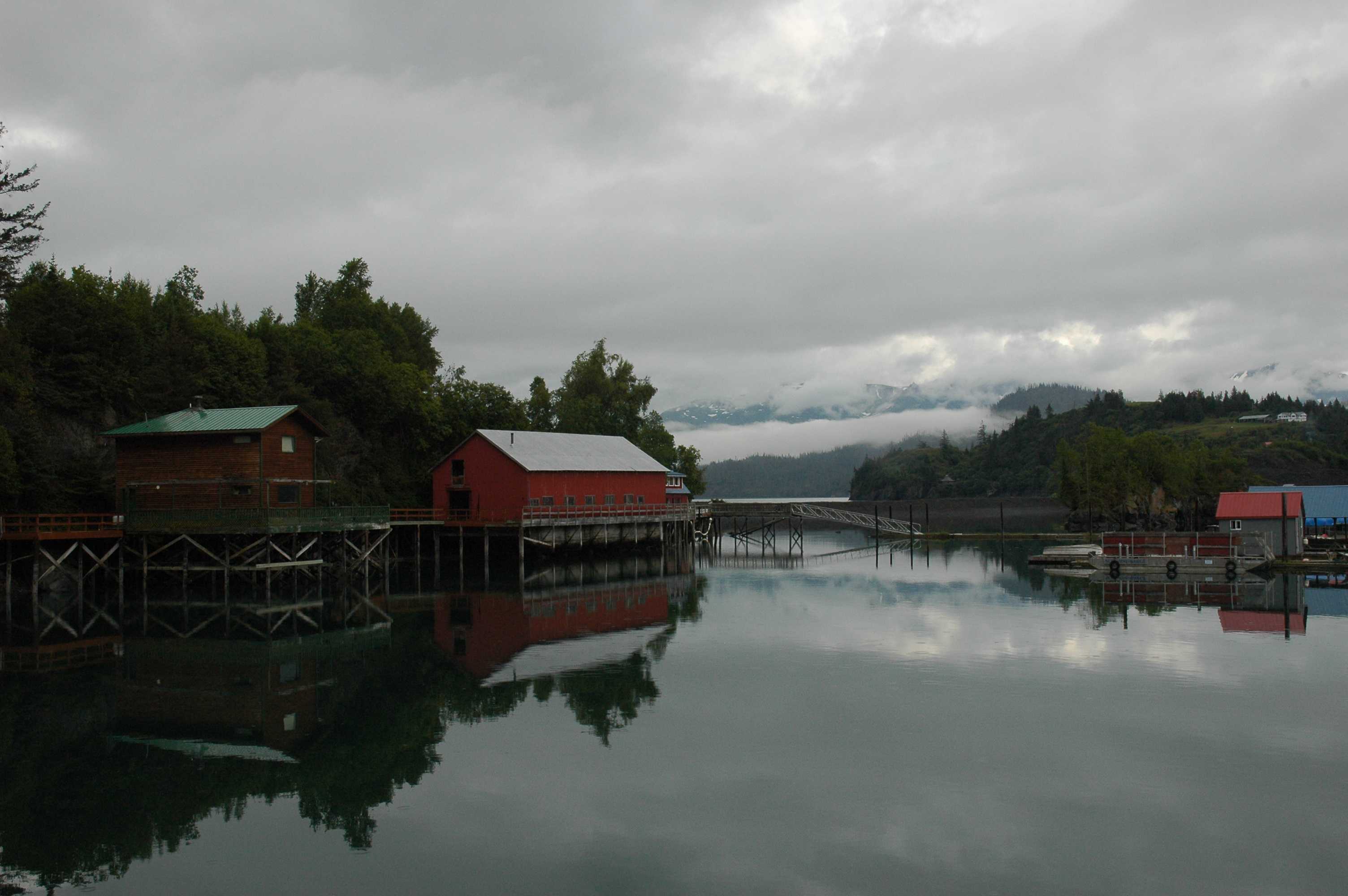
Халибут-Коув, Аляска

По выходе из лечебницы Билли Берроуз был направлен в Орандж-сити, где Джордж фон Хилсхаймер (англ. George Von Hilsheimer) основал «школу-общину по примеру Саммерхила», которая специализируется на подростках, страдающих наркотической зависимостью. Берроуз-младший продолжил там лечение, а затем был вместе с другими учениками направлен на лето на Аляску, в бухту Халибут-Коув на рыболовецкое судно. Тяжёлый физический труд и отсутствие наркотиков оказали положительное воздействие на юношу; Билли писал: «...когда я вернулся с Аляски, то чувствовал себя здоровым, ответственным и очень сексуальным».
В школе Берроуз-младший знакомится, а затем влюбляется в девушку по имени Карен Перри, с которой они вскоре женятся. Молодая пара начала жить вместе с семьёй жены в Саванне, штат Джорджия. К этому времени Билли начал получать первые авторские отчисления за роман «На спидах». Чета Берроузов переехала в съёмное жилище, Карен получила работу официантки, поскольку того, что зарабатывал Билли, было недостаточно. «У меня нет денег даже на хлеб. Нужно быть чертовски хорошим писателем, чтобы стоить больше куска хлеба», — писал Берроуз уже в «От винта», своём втором романе.
Берроуз-младший начал много пить, оставаясь безработным, и усиленно писал «От винта». Карен, однако, не смогла смириться с алкоголизмом мужа, и в 1974 году они развелись. С выходом второй книги в продажу, отмечает Энн Чартерс, Билли получил долгожданное признание как писатель. В этом же году состояние молодого человека начало стремительно ухудшаться, ему поставили диагноз «цирроз печени». Некоторое время после этого он пребывал неподалёку от Университета Наропы и одновременно находился близ Colorado General Hospital в Денвере — на тот момент одного из двух мест в США, где он мог рассчитывать на пересадку печени. Включённый в список кандидатов на операцию, к 1977 году он всё-таки получил новый орган. В статье, опубликованной в августовском номере издания American Journal of Psychiatry за 1979 год, значилось: 

Когда началось восстановление после хирургической операции, пациент пытался смириться с наличием у себя новой печени. Поначалу он чувствовал, как будто это «инопланетный кусок мяса», но вскоре состояние сменилось, как будто он был «женат» на ней <…> он описывал своё состояние как «синдром Франкенштейна». Говорил, что его будто «сшили из кусочков» <…>.

В последующие два года после операции пациент и его печень «стали очень близки», но он не чувствовал себя как единое целое. Пациент говорил, что ему стыдно за безобразный шрам, оставшийся после операции, и из-за того, что он не может наслаждаться нормальными сексуальными отношениями с женщинами. Он метался между употреблением алкоголя и попытками держать себя в руках.

## Смерть
Между 1977 и 1978 годом Билли начал писать третью книгу — «Слияние пракрити» (англ. Prakriti Junction), посвящённую своей тяжёлой болезни. «Он работал над книгой до самой смерти. Писал на спичечных коробках, салфетках, конвертах — на всём, что оказывалось под рукой, пытаясь выразить свои страдания и найти в них смысл», — писала Энн Чартерс. В январе 1981 года, испытывая опасения за своё здоровье, Берроуз-младший вернулся во Флориду, надеясь, что солнце ему поможет.
Последние дни своей жизни Берроуз-младший провёл в гостиничном номере под присмотром Гинзберга. Молодой человек прекратил приём выписанных ему иммунодепрессантов; каждый день Билли должен был посещать больницу для проведения анализов и различных процедур. 2 марта пьяного и истощённого Билли обнаружили без сознания в канаве у городского шоссе Де-Ленда, откуда срочно доставили в больницу. На следующий день, 3 марта 1981 года, в 6:30 утра, 33-летний Уильям Сьюард Берроуз-младший скончался. Тело писателя было кремировано в городе Боулдер, штат Колорадо. Там же похоронен его прах.

## Оценка творчества
Энн Чартерс относит художественное наследие Билли ко второму поколению писателей-битников. Описывая стиль автора, Чартерс отмечала: «Языку Берроуза-младшего присуща скорее яркая бравада молодости, а не лаконичная взрослая ирония его отца <…> Берроуз-младший пишет так, словно он — Холден Колфилд Д. Сэлинджера, только двадцать лет спустя. Несчастье Билли в том, что он родился не в своё время: он вступил в мятежную пору юности во времена бума наркотических экспериментов и социальных пертурбаций 60-х вместо относительно спокойных 40-х».
Творчество писателя литературные критики часто сравнивали со «старшими коллегами» — Джеком Керуаком и упоминавшимся выше Алленом Гинзбергом, отмечая, что первый же роман писателя продемонстрировал не только его талант, но и непоколебимый порыв к писательству. Литературную карьеру Билли профессор Университета Нового Южного Уэльса Николас Расмуссен (англ. Nicolas Rasmussen) назвал «великолепной». С ним солидарен Джеймс Грауэрхольц — биограф, редактор и литературный душеприказчик Берроуза-старшего. Он говорил: 

У него был подлинный литературный талант <…> Билли имел собственный голос: ироничный, саркастичный, комичный. <…> В отличие от своего отца (за исключением «Джанки»), Билли взял за основу историю своей собственной жизни. Все законченные произведения Билли основаны строго на его воспоминаниях, его мыслях и размышлениях, а также впечатлениях от реальных людей из его жизни — и от себя самого.Оригинальный текст (англ.)Billy had an authentic literary gift <...> But Billy had his own voice: ironic, sardonic, comic <...> Unlike his father (except in "Junky"), Billy took as his subject matter his own life story. All of Billy's finished work is based directly on his recollections, his thoughts and reflections, and his impressions of real people in his life - and of himself.
Обозреватели также отмечали ту красочность и реалистичность, с которой Билли Берроуз описывал опасности наркозависимости. Творчество Уильяма Берроуза-младшего, отмечает другой критик, отображает подчёркнуто неискуплённый взгляд на американское общество в беспорядке его разобщённости и упадка.